# Erzgebirgskrimi – Tödliche Abrechnung
Tödliche Abrechnung ist ein deutscher Fernsehfilm von Marcus Ulbricht aus dem Jahr 2022. Es handelt sich um die sechste Episode der ZDF-Kriminalfilmreihe Erzgebirgskrimi mit Kai Scheve als Robert Winkler, Lara Mandoki als Karina Szabo und Teresa Weißbach als Saskia Bergelt in den Hauptrollen. Der Film wurde am 6. August 2022 in der ZDF-Mediathek veröffentlicht und am 13. August im ZDF zum ersten Mal ausgestrahlt.

## Handlung
Hauptkommissar Robert Winkler und Kommissarin Karina Szabo ermitteln im Mordfall des Gründers eines innovativen und erfolgreichen Textil-Start-ups in Chemnitz, Dr. Lenhard Hellmann. Altförster Georg Bergelt hatte den Kletterer vom Felsen stürzen sehen und da er der Meinung war, eine weitere Person gesehen zu haben, die vom Unglücksort geflüchtet war, verständigte er die Polizei. Bei der Obduktion stellt sich heraus, dass der Mann bereits vor dem Absturz tot war und der Todeszeitpunkt nicht eindeutig zu bestimmen ist. Das Textil-Unternehmen steht kurz vor dem erfolgreichen Abschluss eines Forschungsauftrages, der in Zusammenarbeit mit Prof. Dr. Sybille Köhler von der TU Chemnitz erfolgte. Damit rücken Hellmanns Geschäftspartner Philipp Mertens und Julia Jacobi in den Focus der Ermittlungen, denn Hellmann wollte den Erfolg seiner neu entwickelten Technologie nicht teilen. Auch nicht mit dem Fabrikanten Bernd Lauber, der die Forschungen maßgeblich mitfinanziert hatte. Dieser wird im Zuge der Ermittlungen brutal erschlagen aufgefunden, was Winkler und Szabo zunächst vor ein Rätsel stellt. Sie vermuten, dass Lauber Beweise gegen Hellmans Mörder in der Hand hatte.
Die Indizien gegen Mertens und Jacobi verstärken sich und so geben beide an, dass sie Hellmann bereits tot in dessen Wohnung vorgefunden hätten. Aus Angst, für die Mörder gehalten zu werden, hätten sie ihren Partner zur Felswand gebracht, um es wie einen Unfall aussehen zu lassen. Sie hätten ihn aber mit Sicherheit nicht umgebracht. Nachdem sich herausstellt, dass Hellmann mit Sybille Köhler in einer intimen Beziehung stand und sie nachweislich in dessen Wohnung war, als er zu Tode kam, wird sie vernommen. Köhler räumt ein, sich mit Hellmann heftig gestritten zu haben, als dieser ihr mitgeteilt hatte, ihre Beziehung beenden zu wollen. Maßlos enttäuscht hatte sie Hellmann von sich gestoßen, woraufhin er gestürzt sei und sich den Kopf aufgeschlagen hätte. In Panik sei sie aus dem Haus gerannt, aber er hätte noch gelebt. Laut Obduktionsbericht war das Opfer durch einen Schlag gestorben, was nahelegt, dass der Täter kurz nach dem Streit im Haus gewesen sein muss. Diese Überlegung führt zu Philipp Mertens. Da die Beweislage gegen ihn spricht, gibt er zu, nach Sybille Köhler noch bei Hellmann gewesen zu sein und ihn erschlagen zu haben, da er sich von ihm um die Ergebnisse der Arbeit betrogen fühlte. Die Ermittler sehen es auch als erwiesen an, dass Mertens ebenfalls Bernd Lauber getötet hatte, als dieser ihn bei der Suche nach belastenden Material überrascht hatte.

## Nebenhandlung
Saskia Bergelt erhält im Forsthaus wiederholt mysteriösen Besuch eines Unbekannten. Sie vermutet, dass sie jemand erschrecken will, aber die hinterlassenen Botschaften deuten auf längst vergessene Ereignisse aus Saskias persönlicher Vergangenheit. Sie erinnert sich an die Geschehnisse aus ihrer Kindheit, als ihre Cousine und beste Freundin Kerstin mit ihrer Mutter aus der DDR fliehen wollte und dabei von Grenzposten überrascht worden war. In der Folge wurde Kerstin in staatliche Obhut genommen und von einer Pflegefamilie zur anderen weitergereicht. Trotz jahrelanger Therapie hat sie das Erlebte nicht verarbeitet und ihre Verzweiflung hat sie nun bis zu Saskia geführt. Beim Zusammentreffen der beiden Cousinen können sie im Gespräch miteinander die Vergangenheit ein wenig aufarbeiten. Kerstin gibt ihren Verwandten eine Mitschuld an ihrem Schicksal und beschuldigt sie, sich nicht für sie eingesetzt zu haben. Saskia und ihr Vater beteuern jedoch alles versucht zu haben, um ihren Aufenthaltsort herauszufinden. Die staatlichen Behörden hätten dies jedoch verhindert.

## Hintergrund
Der Film wurde unter dem Arbeitstitel „Tödliches Garn“ vom 27. Juli 2021 bis 25. August 2021 an Schauplätzen in Chemnitz – vor allem TU Chemnitz – und der Gegend um Zschopau gedreht sowie in der Geyerschen Binge.

## Rezeption

### Einschaltquote
Bei der Erstausstrahlung von Erzgebirgskrimi – Tödliche Abrechnung am 13. August 2022 verfolgten in Deutschland insgesamt 4,73 Millionen Zuschauer die Filmhandlung, was einem Marktanteil von 24,4 Prozent für das Zweite Deutschen Fernsehen entsprach. In der als Hauptzielgruppe für Fernsehwerbung deklarierten Altersgruppe von 14–49 Jahren erreichte Erzgebirgskrimi – Tödliche Abrechnung 0,31 Millionen Zuschauer und damit einen Marktanteil von 8,4 Prozent in dieser Altersgruppe.

### Kritik
Tilmann P. Gangloff wertete für tittelbach.tv: „Die Qualität des sechsten Films [der Krimireihe] entspricht […] dem Allerweltstitel ‚Tödliche Abrechnung‘. Die Story ist einigermaßen interessant, und der Film ist mit Julia Hartmann, Sophie von Kessel und Jörg Pose auch gut in den Gastrollen besetzt, aber das komplizierte Beziehungsgeflecht entspricht letztlich dem handelsüblichen Krimi-Konglomerat. Die Inszenierung von Marcus Ulbricht bietet solides Handwerk, allerdings ist die Führung einiger Ensemblemitglieder nicht immer geglückt, zumal sich Winkler und Szabo viel zu oft gegenseitig erzählen müssen, was das Publikum längst selbst herausgefunden hat. Deutlich besser ist die Krimimusik von Mario Lauer, die immerhin für eine gewisse Spannung sorgt. Reizvoll wie stets sind auch die regionalen Bezüge, etwa zur Chemnitzer Vergangenheit“ und „zur einheimischen Sagenwelt.“
Bei Prisma.de meinte Hans Czerny: „Schade, dass der Erfinder des Nerven-Handschuhs nur in kurzen Rückblenden auf den Plan treten darf. Sein Part wäre mit Sicherheit der packendste gewesen. Im Nachhinein wird er jedenfalls als Frauen- und Menschenfischer bezeichnet. So aber zerfällt alles ins Kleinteilige: Wer zählt all die Verdächtigen, nennt die Namen? Zu allem Überfluss hat der Autor Rainer Jahreis auch noch die Parallelhandlung einer DDR-Fluchtgeschichte (Achtung Rückblenden!) ins Drehbuch geschrieben, bei der die sonst so Fall-getreue Försterin Saskia (Teresa Weißbach) einem eigenen Kindheitstrauma hinterherrecherchieren muss – mit stets entsetztem Vergangenheitsbewältigungsblick.“
Oliver Armknecht urteilte bei Film-Rezensionen sehr ähnlich und schrieb: „Der Einstieg von ‚Erzgebirgskrimi: Tödliche Abrechnung‘ ist mysteriös, wenn ein Mann vor seinem Absturz von einer Felswand bereits tot war. Danach wird es aber zunehmend langweilig: Die beiden Parallelstränge sind weder für sich genommen noch in Kombination interessant.“
Für die Frankfurter Rundschau wertete Harald Keller: „Neben der abgeschlossenen Episodenhandlung werden frühere Erzähllinien fortgeführt, die sich nur erschließen, wenn man die voraufgegangenen Ereignisse kennt. Die eine oder andere dezent eingestreute Gedächtnishilfe wäre hilfreich gewesen und zwischen den vielen, manchmal sehr umständlichen Erklärdialogen auch gar nicht sonderlich aufgefallen.“
Kino.de schrieb: „In der thematischen Verortung, vor allem aber den optischen Schauwerten (Die Geyersche Binge!) liegen die großen Stärken. Ansonsten liefert der Fall eines ermordeten Ekelpakets, das in der Textil-Forschung als Genie galt, solide Hausmannskost. Reizvoll ist zunächst die Background-Geschichte von Teresa Weißbachs Försterin, die zwar ziemlich aus dem Nichts kommt, aber einen Bogen in die DDR-Vergangenheit schlägt. Die Auflösung bleibt jedoch etwas blass.“